# Ян А.Г.М. Ван Дейк
Ян А.Г.М. Ван Дейк (народився в 1952 році) є почесним професором комунікації в Університеті Твенте в Нідерландах, де він працює досі. Його кафедра називалася «Соціологія інформаційного суспільства» . Він читав лекції про соціальні аспекти інформаційного суспільства. Ван Дейк також був головою Центру досліджень електронного урядування  і радником багатьох урядів і відомств, включаючи Європейську комісію та кілька [кількісно] голландських міністерств, міських департаментів і політичних партій.